# 荷兰皇家货运航空
荷蘭皇家货运航空（KLM Cargo）總部位於荷蘭阿姆斯特爾芬。目前該航空屬法國航空-荷蘭皇家航空集團，也是荷蘭皇家航空的子公司。